# NAC Breda
NAC Breda, właśc. NOAD ADVENDO Combinatie Breda – holenderski klub piłkarski z siedzibą w Bredzie. Został założony 19 września 1912. Klub od 11 sierpnia 1996 swoje mecze rozgrywa na Rat Verlegh Stadion, który jest szóstym obiektem w historii NAC.

## Historia
Klub, posiadający prawdopodobnie najdłuższą nazwę na świecie, został założony 19 września 1912 w wyniku fuzji NOAD, założonego 14 lipca 1895, oraz ADVENDO, założonego 1 listopada 1904. Połączenie dwóch nazw klubów NOAD i ADVENDO dało nazwę NAC, do której dodano słowo Combination, czyli połączenie. Skrótowiec NOAD oznacza Nooit Opgeven, Altijd Doorzetten (pol. Nigdy się nie poddawaj, zawsze bądź wytrwały), zaś ADVENDO Aangenaam Door Vermaak En Nuttig Door Ontspanning (pol. Przyjemne przez rozrywkę i użyteczne przez relaks). Od tamtego czasu klub posługiwał się skrótowcem NAC, a nazwa miasta trafiła do nazwy klubu znacznie później, bo dopiero w 2003 roku. Władze klubu postanowiły podkreślić tym pochodzenie klubu, a także podziękować miastu, po tym gdy Breda kupiła Rat Verlegh Stadion, aby pomóc klubowi poradzić sobie z problemami finansowymi.
Klub z Bredy to mistrz Holandii z 1921 roku i zdobywca Pucharu Holandii z 1973 roku. Ostatnio nie zalicza się do czołowych klubów pierwszej ligi, jedynie w sezonie 2002/2003 awansował do rozgrywek o Puchar UEFA, w których został wyeliminowany w pierwszej rundzie przez Newcastle United. W sezonie 2008/2009 zajął ósme miejsce w Eredivisie i ponownie zagrał w europejskich rozgrywkach. Ostatecznie NAC nie udało się dostać do fazy grupowej Ligi Europy UEFA, odpadając w rundzie play-off z hiszpańskim Villarrealem CF.
W sezonie 2023/2024 piłkarze NAC Breda uzyskali ponowny awans do Eredivisie. W sezonie 2024/2025 zawodnicy klubu grają w koszulkach z wizerunkami żołnierzy 1 Dywizji Pancernej upamiętniających wyzwolenie Bredy (w 2024 przypada jego osiemdziesiąta rocznica). Na koszulkach pojawiły się także napisy „NAC Breda dziękuje”, „Polska-Breda” i daty „1944–2024”. Ponadto na kołnierzyku, od wewnętrznej strony koszulki, pojawił się napis „Nigdy się nie poddawaj, zawsze bądź wytrwały”, który jest tłumaczeniem wyrażenia „Nooit Opgeven, Altijd Doorzetten”, stanowiącego pierwszy człon pełnej nazwy klubu.

## Sukcesy
- Mistrzostwa Holandii
  - mistrzostwo (1):  1921
- Puchar Holandii
  - zwycięstwo (1):  1973
- Eerste divisie
  - mistrzostwo (1):  2000

## Europejskie puchary
Legenda do wszystkich tabel:
- Q – runda eliminacyjna, 1/16, 1/8, 1/4, 1/2 – odpowiednia faza rozgrywek, Grupa – runda grupowa, 1r gr – pierwsza runda grupowa, 2r gr – druga runda grupowa, F – finał, R – runda, PO – play-off
- k. – rzuty karne, los. – losowanie, Dogr. – dogrywka, w. – zasada bramek strzelonych na wyjeździe

| Sezon   | Rozgrywki                 | Runda | Przeciwnik       | Dom | Wyjazd | Ogólnie |
| ------- | ------------------------- | ----- | ---------------- | --- | ------ | ------- |
| 1967/68 | Puchar Zdobywców Pucharów | 1R    | Floriana FC      | 1–0 | 2–1    | 3–1     |
| 1967/68 | Puchar Zdobywców Pucharów | 1/8   | Cardiff City     | 1–1 | 2–4    | 3–5     |
| 1973/74 | Puchar Zdobywców Pucharów | 1R    | 1. FC Magdeburg  | 0–0 | 1–2    | 1–2     |
| 2002    | Puchar Intertoto          | 3R    | Troyes AC        | 1–1 | 0–0    | 1–1, w. |
| 2003/04 | Puchar UEFA               | 1R    | Newcastle United | 0–5 | 0–1    | 0–6     |
| 2008    | Puchar Intertoto          | 3R    | Rosenborg BK     | 1–0 | 0–2    | 1–2     |
| 2009/10 | Liga Europy               | 2Q    | Gandzasar Kapan  | 6–0 | 2–0    | 8–0     |
| 2009/10 | Liga Europy               | 3Q    | Polonia Warszawa | 3–1 | 1–0    | 4–1     |
| 2009/10 | Liga Europy               | PO    | Villarreal CF    | 1–3 | 1–6    | 2–9     |

## Skład na sezon 2024/2025
| Nr | Poz. | Piłkarz                                 |
| -- | ---- | --------------------------------------- |
| 1  | BR   | Roy Kortsmit                            |
| 2  | OB   | Boyd Lucassen                           |
| 3  | OB   | Martin Koscelník                        |
| 4  | OB   | Boy Kemper                              |
| 5  | OB   | Jan Van den Bergh (kapitan)             |
| 6  | PO   | Casper Staring                          |
| 7  | PO   | Matthew Garbett                         |
| 8  | PO   | Clint Leemans                           |
| 9  | NA   | Kacper Kostorz (wyp. z Pogoni Szczecin) |
| 10 | NA   | Elías Már Ómarsson                      |
| 11 | PO   | Raul Paula                              |
| 12 | OB   | Leo Greiml                              |
| 14 | NA   | Adam Kaied                              |
| 15 | OB   | Enes Mahmutovic                         |

| Nr | Poz. | Piłkarz                          |
| -- | ---- | -------------------------------- |
| 16 | PO   | Max Balard                       |
| 17 | NA   | Roy Kuijpers                     |
| 18 | OB   | Daan van Reeuwijk                |
| 19 | NA   | Saná Fernandes (wyp. z SS Lazio) |
| 20 | PO   | Fredrik Oldrup Jensen            |
| 21 | OB   | Manel Royo                       |
| 23 | OB   | Terence Kongolo                  |
| 25 | OB   | Cherrion Valerius                |
| 28 | PO   | Lars Mol                         |
| 37 | BR   | Aron van Lare                    |
| 39 | PO   | Dominik Janošek                  |
| 49 | BR   | Tein Troost                      |
| 77 | NA   | Leo Sauer (wyp. z Feyenoordu)    |
| 99 | BR   | Daniel Bielica                   |

## Trenerzy w historii klubu
| - Ben Affleck (czerwiec 1926 – październik 1926) - James Moore (luty 1927 – kwiecień 1928) - Lou van der Linden (lipiec 1934 – czerwiec 1941) - Cor Kools (lipiec 1934 – czerwiec 1944) - Antoon Verlegh (lipiec 1934 – czerwiec 1945) - Jan Blom (lipiec 1942 – czerwiec 1947) - Cor Kools (lipiec 1945 – czerwiec 1947) - Joseph Veréb (lipiec 1947 – czerwiec 1949) - Jan Blom (lipiec 1949 – czerwiec 1961) - Simon Plooijer (lipiec 1961 – lipiec 1966) - Bob Janse (lipiec 1966 – czerwiec 1968) - Leo Canjels (lipiec 1968 – czerwiec 1971) - Ben Peeters (lipiec 1971 – marzec 1973) - Henk Wullems (marzec 1973 – czerwiec 1975) - Bob Maaskant (lipiec 1975 – czerwiec 1977) - Hans Dorjee (lipiec 1977 – styczeń 1979) - Jo Jansen (styczeń 1979 – czerwiec 1983) - Henk de Jonge (lipiec 1983 – marzec 1984) - Bob Maaskant (marzec 1984 – czerwiec 1986) - Leen Looyen (lipiec 1986 – czerwiec 1987) - Hans Verel (1 lipca 1987 – 31 marca 1990) - Ton Carton (marzec 1990 – kwiecień 1990) - Cor Pot (kwiecień 1990–październik 91) - Jo Jansen (październik 1991 – czerwiec 1992) - Piet de Visser (1 lipca 1992 – 31 października 1992) - Ronald Spelbos (11 stycznia 1993 – 30 czerwca 1995) - Wim Rijsbergen (1 lipca 1995 – 30 czerwca 1997) - Herbert Neumann (1 lipca 1997 – 8 października 1998) - Ronald Spelbos (13 października 1998 – 22 marca 1999) | - Kees Zwamborn (23 marca 1999 – 30 czerwca 1999) - Henk ten Cate (1 lipca 2000 – 30 czerwca 2003) - Ton Lokhoff (1 lipca 2003 – 30 grudnia 2005) - Cees Lok (2 stycznia 2006 – 23 kwietnia 2006) - John Karelse (tymcz.) (24 kwietnia 2006 – 30 czerwca 2006) - Ernie Brandts (1 lipca 2006 – June 30, 2008) - Robert Maaskant (1 lipca 2008 – 20 sierpnia 2010) - Gert Aandewiel (21 sierpnia 2010 – 30 czerwca 2011) - John Karelse (21 sierpnia 2010 – 23 października 2012) - Adrie Bogers (tymcz.) (23 października 2012 – 21 listopada 2012) - Nebojša Gudelj (21 listopada 2012 – 13 października 2014) - Eric Hellemons (tymcz.) (13 października 2014 – 2 stycznia 2015) - Robert Maaskant (2 stycznia 2015 – 6 października 2015) - Marinus Dijkhuizen (25 października 2015 – 22 grudnia 2016) - Stijn Vreven (1 stycznia 2017 – 30 czerwca 2018) - Mitchell van der Gaag (1 lipca 2018 – 18 marca 2019) - Ruud Brood (22 marca 2019 – 31 grudnia 2019) - Willem Weijs (tymcz.) (1 stycznia 2020 – 3 lutego 2020) - Peter Hyballa (3 lutego 2020 – 3 lipca 2020) - Maurice Steijn (10 lipca 2020 – 19 czerwca 2021) - Edwin de Graaf (tymcz.) (19 czerwca 2021 – 14 lipca 2021) - Edwin de Graaf (14 lipca 2021 – 30 czerwca 2022) - Robert Molenaar (1 lipca 2022 – 27 grudnia 2022) - Ton Lokhoff (27 grudnia 2022 – 17 stycznia 2023) - Peter Hyballa (18 stycznia 2023 – 13 września 2023) - Ton Lokhoff (13 września 2023 – 24 września 2023) - Jean-Paul van Gastel (25 września 2023 – 5 czerwca 2024) - Carl Hoefkens (od 1 lipca 2024) |